# Амелин, Григорий Григорьевич
Григо́рий Григо́рьевич Аме́лин (род. 5 октября 1960, посёлок Томинский Сосновского района Челябинской области) — российский литературовед и литературный критик.

## Биография
Окончил филологический факультет Тартуского университета (1989), работал у Ю. М. Лотмана в лаборатории по изучению семиотики. Сейчас заведует сектором фонда и обслуживания киновидеодокументами и электронными изданиями в Российской государственной библиотеке по искусству. Ведет спецкурс «Поэтика кино». Живёт в Москве.